# Глинка, Владимир Андреевич
Влади́мир Андре́евич Гли́нка (1790—1862) — генерал от артиллерии, главный начальник горных заводов Уральского хребта.

## Жизнь до Урала
Владимир Глинка родился 4 (15) декабря 1790 года в семье отставного подпоручика Преображенского полка Андрея Ильича Глинки и баронессы Шарлотты Платен. Положение младшего из пятерых детей не давало ему надежд на наследство, но благородное происхождение позволяло рассчитывать на военную карьеру. Обучался Глинка в Санкт-Петербурге, в 1-м кадетском корпусе, откуда был выпущен 27 октября 1806 года в лейб-гвардии артиллерийский батальон.
Русская армия, ещё не забывшая суворовских побед, томилась позором кампании 1805 года, завершившейся разгромом российско-австрийских войск под Аустерлицем. В 1806 году Наполеон начал новую войну. Менее двух недель ему хватило, чтоб захватить Берлин, после чего он двинул армии на восток — к российским границам. «При конце 1806 года опять возгорелась война с Францией, и кто мог участвовать в оной из петербургской молодежи, спешили быть причислены к действующей армии», — вспоминал позднее участник тех событий князь Сергей Волконский. Подпоручику Глинке, только покинувшему кадетские стены, довелось помесить грязи, испытать холод и голод той войны. Сражаясь в битвах при Гуттштадте, Гейльсберге и Фридланде, ему довелось сопережить и позор нового разгрома российской армии. За достойное участие в первой для него войне был отмечен крестом ордена Святой Анны.
Во время русско-шведской войны 1808—1809 годов Глинка находился «при защищении берегов Финского залива». Затем была война с Турцией, где он участвовал во взятии Никополя. Во время Отечественной войны 1812 года и заграничных походов 1813—1814 годов Глинка командовал конно-артиллерийской ротой. Когда в 1815 году низверженный было император вновь вернулся во Францию и все силы Европы были брошены на борьбу с ним — Глинка опять в походе. Прошёл в составе армии Польшу, Силезию и Саксонию, но участвовать в окончательном разгроме Наполеона ему не довелось.
14 апреля 1813 года получил чин подполковника. Местом службы ему была определена Полтава. Здесь Глинка женился на Ульяне Гавриловне Вишневской, тёте светлейшей княгини Екатерины Михайловны Юрьевской. В приданое невеста получила имение в Полтавской губернии с сотней душ крепостных, что было весьма кстати, так как наследственного владения у молодого подполковника не было. С 10 августа 1820 года — полковник.
С 1818 года был членом тайного общества Союз благоденствия. После восстания декабристов несколько членов общества указали на то, что в 1821 году В. А. Глинка покинул Союз благоденствия и после этого в тайных обществах не участвовал. Было высочайше повелено оставить это без внимания и к следствию привлечён не был.

## «Царь и Бог» уральских заводов
27 марта 1837 года назначен главным начальником горных заводов Уральского хребта; 18 апреля того же года произведен в генерал-лейтенанты и 26 ноября 1852 года — в генералы от артиллерии. Во время службы на Урале, состоял (с 1852) вице-президентом Екатеринбургского попечительного о тюрьмах комитета.
На Урале он оставил по себе печальную память. Деятельность горного правления по жестокости сравнивалась с аракчеевскими военными поселениями. Царила судебная волокита, бесправие, шпицрутены и плети. Все это оправдывалось якобы интересами русского горного дела. О Глинке остались воспоминания, как о диктаторе-солдате, человеке прямом, грубом, справедливом и честном, но около него процветало горное чиновничество — прожорливое и вороватое, соперничавшее в мотовстве и роскоши с миллионерами — заводчиками и золотопромышленниками. Несмотря на это, уральские горные заводы пожертвовали в 1851 г. 4058 p. на содержание в Демидовском лицее стипендиата имени Глинки; по Высочайшему повелению 29 октября 1859 г. право назначать стипендиата предоставлено самому Глинке и его потомкам.
27 октября 1856 года назначен сенатором и 31 января 1857 года — членом Военного Совета; 1 февраля 1860 года он был уволен, согласно прошению, от звания члена Военного Совета и в тот же день уволен в бессрочный отпуск, с зачислением в неприсутствующие сенаторы.
Умер в Санкт-Петербурге 19 (31) января 1862 года. Похоронен в Череменецком монастыре в Лужском уезде.

## Память
15 декабря 2009 года на доме главного горного начальника в Екатеринбурге была торжественно открыта бронзовая мемориальная доска в память о Владимире Глинке.
В честь Глинки назван минерал идентичный с оливином и встречающийся в виде зеленых масс с жирным блеском в тальковом сланце горы Иткуль, к югу от Сысертского завода на Урале.

## Награды
российские:
- Орден Святой Анны 4-й степени (1807)
- Золотая шпага «За храбрость» (1829)
- Орден Святого Георгия 4-й степени за 25 лет службы в офицерских чинах (1830)
- Орден Святой Анны 1-й степени (1831; императорская корона к ордену в 1834)
- Знак ордена За военное достоинство 2-й степени (1836)
- Знак отличия за XXL лет беспорочной службы (1836)
- Орден Святого Владимира 2-й степени (1839)
- Орден Белого орла (1841)
- Золотая табакерка, украшенная бриллиантами с портретом Его Величества (1845)
- Орден Святого Александра Невского (1851; бриллиантовые знаки к ордену в 1854)
- Знак отличия за XLV лет беспорочной службы (1854)
- Орден Святого Владимира 1-й степени с мечами (1856)

## Портреты

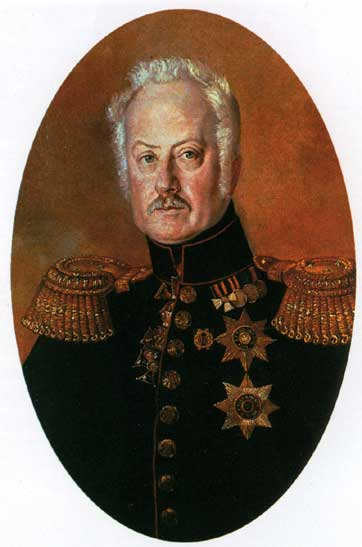
Портрет работы неизвестного художника, 1841-1851 гг.
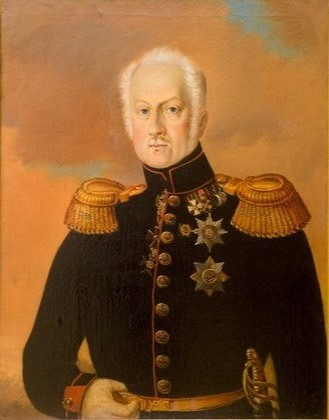
Портрет работы Алексея Корзухина, около 1856 г.
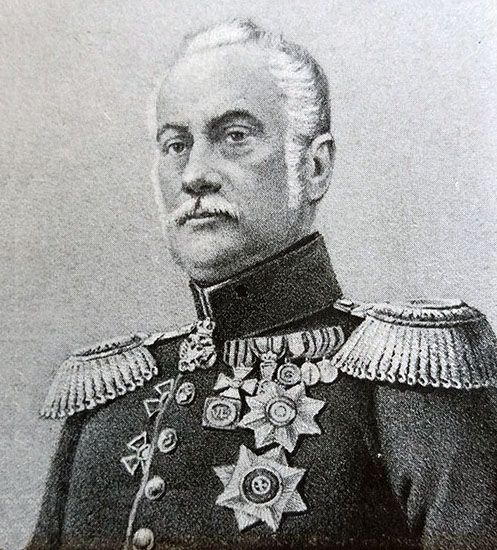
Портрет работы неизвестного художника, около 1856 г.